# Упразднённые районы Казахстана
Здесь список районов Казахстана, которые были упразднены с 16 декабря 1991 года по нынешнее время.

## Акмолинская (Целиноградская) область
- Селетинский район

## Актюбинская область
- Актюбинский район
- Исатайский район
- Карабутакский район

## Алматинская (Алма-Атинская) область
- Куртинский район
- Чиликский район

## Атырауская (Гурьевская) область
- Балыкшинский район
  - В настоящее время часть города Атырау.

## Восточно-Казахстанская область
- Таврический район

## Жезказганская (Джезказганская) область
- Агадырский район (1973—1997) — Агадырь
- Жездинский район (1963—1997) — Жезды (посёлок)
- Приозерный район (1977—1997) (Токыраунский район) — Озерный

## Западно-Казахстанская (Уральская) область
- Акжаикский район — Акжаик
- Приуральный район
- Фурмановский район — Фурманово
- Тайпакский район — Тайпак (Калмыково)

## Карагандинская область
- Тенгизский район — Баршын
- Молодёжный район — Молодёжный (Карагандинская область)
- Тельманский район (Казахстан) — Токаревка
- Казыбекбийский район (Карагандинская область) (Кувский район) — Егиндыбулак (Карагандинская область)

## Костанайская (Кустанайская) область
- Аркалыкский район — существовал в Кустанайской и Тургайской областях с 1963 по 1997 год.

## Кокшетауская (Кокчетавская) область
- Арыкбалыкский район
- Келлеровский район
- Кокчетавский район
- Ленинградский район
- Рузаевский район
- Чистопольский район
- Чкаловский район
- Валихановский район

## Павлодарская область
- Аксуский район
- Экибастузский район

## Северо-Казахстанская область
- Возвышенский район (центр — село Возвышенка) — существовал в 1967—1997 годах.
- Пресновский район (центр — село Пресновка) — существовал в Кзыл-Джарском (Петропавловском) округе (1928—1936), Северо-Казахстанской области (1936—1997).
- Соколовский район (центр — село Соколовка) — существовал в 1936—1963 и 1964—1997 годах.
- Московский район (центр — село Корнеевка) — существовал до 1997 г.

## Семипалатинская область
- Абралинский район (1939—1955, 1990—1997)
- Новошульбинский район
- Таскескенский район
- Чарский район
- Чубартауский район

## Талдыкорганская (Талды-Курганская) область
- Бурлютобинский район
- Гвардейский район
  - район существовал с 1933 года под именем Кугалинского, в 1942 года переименован в район 28 Гвардейцев-Панфиловцев, позже стал Гвардейским); в 1944—1959 и 1967—1997 годах входил в Талды-Курганскую область; упразднён 23.05.1997, когда вошёл в состав Кербулакского района.
- Капальский район
- Уйгентасский район

## Тургайская область
- Амантогайский район
- Аркалыкский район — существовал в Тургайской и Кустанайской областях с 1963 по 1997 год.
- Жанадалинский район
- Кийминский район
- Октябрьский район

## Туркестанская (Чимкентская) область
- Арысский район 1928—1963; 1988—2008
- Богенский район объединен с городом Арыс
- Кировский район (в 1963—1971 годах находился в составе Сырдарьинской области Узбекской ССР, в 1996 г. переименован в Асыкатинский район)
- Туркестанский район 1928—2008

## Городские районы

### Актобе (Актюбинск)
- Фрунзенский
- Пролетарский

### Семей (Семипалатинск)
- Калининский
- Ленинский
- Октябрьский

### Усть-Каменогорск
- Левобережный
- Октябрьский
- Ульбинский

### Тараз (Джамбул)
- Заводской (165 699)
- Центральный (141 016)

### Павлодар
- Ильичёвский (147 120)
- Индустриальный (183 628)